# Grbl
Grbl est un logiciel libre fonctionnant sur des cartes à microcontrôleur de type Arduino, permettant de transférer du G-code d'un ordinateur équipé d'un port USB au contrôleur de moteurs pas-à-pas de machines-outil à commande numérique, telles que des imprimantes 3D ou des machines de découpe laser. Cette approche constitue une alternative à l'utilisation du port parallèle de l'ordinateur (dit "LPT", ou "port imprimante"), en voie de disparition sur les ordinateurs récents. Grbl permet ainsi de rendre accessible ce type de machines-outil, traditionnellement très onéreuses, à des fab-lab et aux amateurs éclairés.
Grbl est également utilisé dans des travaux de recherche universitaire, pour différentes type de machines, telle que des machines de fraisage,, ou encore un robot utilisé pour disperser de la nourriture afin d'étudier la mouche à fruit ou à vinaigre (famille des drosophiles) drosophila melanogaster.
Grbl met en œuvre un analyseur de G-code écrit en langage C, hautement optimisé pour le microcontrôleur ATMEGA328 équipant les Arduino.
La version originale ne gère que ce microcontrôleur 8 bits. Des portages sur des microcontrôleurs STMicroelectronics STM32 (32 bits, horloge plus rapide) ont ensuite été réalisés, permettant de piloter les moteurs pas-à-pas de la machine outil à une cadence bien plus élevée.